# Etrurské království
Etrurské království (italsky Regno di Etruria) bylo království, které tvořilo větší část Toskánska a existovalo v letech 1801 až 1807. Název království pochází ze slova Etrurie, což je starý název, kterým staří Římané označovali území, které obývali Etruskové.

## Historie

### Vznik království
Království vzniklo na základě Aranjuezské smlouvy uzavřené dne 21. března 1801. Dohodu uzavřela napoleonská Francie a Španělsko na jedné straně a parmští Bourboni na straně druhé. Bourbonům tak byla nahrazena ztráta území v severní Itálii, které od roku 1796 okupovala francouzská vojska. Podle dohody se Ferdinand Parmský vzdal všech nároků na trůn v Parmském vévodství a následně jeho syn Ludvík získal Etrurské království, které vzniklo ze starého Toskánského velkovévodství.

### Začlenění do Francie
V roce 1807 Napoleon království zrušil a začlenil do francouzského císařství. Vytvořil z něho tři francouzské departementy: Arno, Méditerranée a Ombrone.
Nyní už bývalému etrurskému králi a jeho matce přislíbil nové království v severním Portugalsku – Království severní Lusitánie, tento plán se nikdy neuskutečnil z důvodu zániku spojenectví mezi Napoleonem a španělskými Bourbony v roce 1808.
Po Napoleonově pádu roku 1814 bylo Toskánsko obnoveno jako habsburské velkovévodství. V roce 1815 bylo Vévodství Lucca vyčleněné z Toskánska jako dočasná náhrada pro parmské Bourbony. Existovalo až do roku 1847, kdy Bourboni znovu získali vládu v parmském vévodství.

## Panovníci
První král Ludvík I. zemřel velmi mladý v roce 1803 a na trůn nastoupil jeho neplnoletý syn Karel Ludvík, který vládl pod jménem Ludvík II. Jeho matka, Marie Luisa vládla za Karla Ludvíka jako regentka.

## Symbolika

státní znak:
velký znak
střední znak
malý znak
erb s korunou

vlajky:
státní s velkým znakem
státní s malým znakem
obchodní s malým znakem
obchodní bez znaku (užívána drobnějšími loděmi)